# Kalamukhowie
Kalamukhowie – jedna ze szkół śiwaizmu. Obecnie już nie istnieją.
Reprezentowali system dewocyjny, przywiązując dużą wagę do oddania Bogu (nazywanego przez nich Śiwą) oraz do jego łaski.
Kalamukhowie to wczesna szkoła – powstali mniej więcej w pierwszych wiekach ery chrześcijańskiej lub trochę wcześniej. Ich początki śledzone są do Lakulisy, który również założył szkołę paśupatów. Kalamukhowie byli bardzo wpływowi w stanie Karnataka w okresie od siódmego do czternastego wieku. Rozpowszechnili w południowych Indiach śiwaizm oraz zmniejszyli popularność dźinizmu i buddyzmu.